# Luchterbaach
Der Luchterbaach ist ein etwa zweieinhalb Kilometer langer Bach in der  wallonischen Provinz Luxemburg und ein linker Zufluss der Attert.

## Verlauf
Der Luchterbaach entspringt auf einer Höhe von etwa 363 m O.P. in einer Wiese nordöstlich von Attert-Nobressart. Er fließt zunächst in östlicher Richtung durch Grünland, kreuzt dann die Rue Burgknapp und erreicht danach den Südzipfel eines kleinen Wäldchen, wo ihn auf seiner linken Seite ein Waldbächlein speist. Der Luchterbaach unterquert nun die Rue del la Halte und läuft weiter durch die offene Flur. Etwas später bildet er dann einen Weiher und  gleich darauf einen zweiten etwas kleineren. Kurz danach mündet er schließlich südwestlich von Attert-Schadeck auf einer Höhe von etwa 310 m O.P., direkt neben dem Schlaimbaach, von links in den Canal du Fourneau, einen Nebenarm der Attert.